# 110号州际公路和110号加利福尼亚州州道
110号州际公路（英語：Interstate 110, I-110）和110号加利福尼亚州州道（英語：California State Route 110, SR 110）是两段名称系统不同，但是实际贯通的公路，是10号州际公路的一条辅助线。纳入州际公路系统的部分位于南边，北边则属于110号加利福尼亚州州道，州际公路全段以及101号美国国道以南的州道部分，被合称为港口高速公路（Harbor Freeway），而101号美国国道以北的110加州州道部分，则是美国西部最早的高速公路。整个110公路连接着圣佩德罗（San Pedro）和帕萨迪纳。